# جون بوتير (سياسي)
جون بوتير (بالإنجليزية: John Potter)‏ هو سياسي بريطاني (وحمل سابقاً جنسية المملكة المتحدة لبريطانيا العظمى وأيرلندا)، ولد في 9 نوفمبر 1873، وتوفي في 5 مايو 1940. حزبياً، نشط في حزب المحافظين. في الانتخابات العامة في المملكة المتحدة 1931 ‏، انتخب عضو برلمان المملكة المتحدة الـ36 عن دائرة إكليس (27 أكتوبر 1931 – 25 أكتوبر 1935).